# Shire of Carnarvon
Shire of Carnarvon is een lokaal bestuursgebied (LGA) in de regio Gascoyne in West-Australië. Shire of Carnarvon telde 5.251 inwoners in 2021. De hoofdplaats is Carnarvon.

## Geschiedenis
Op 4 juni 1891 werd het 'Carnarvon Municipal District' opgericht. Op 23 juni 1961 werd dit de 'Town of Carnarvon'. Op 12 februari 1965 werden de 'Town of Carnarvon' en de 'Shire of Gascoyne-Minilya' samengevoegd tot de 'Shire of Carnarvon'.

## Beschrijving
De Shire of Carnarvon is ongeveer 46.000 km² groot. Het ligt in de regio Gascoyne, ongeveer 900 kilometer ten noorden van de West-Australische hoofdstad Perth. Het telde 5.251 inwoners in 2021. Iets meer dan 15% van de bevolking heeft een inheemse afkomst.

## Plaatsen, dorpen en lokaliteiten
- Carnarvon
- Babbage Island
- Brockman
- Coral Bay
- Gnaraloo
- Kennedy Range
- Lyndon
- Macleod
- Wooramel